# Victrix (Rasihia)
Victrix (Rasihia) – podrodzaj motyli z rodziny sówkowatych i rodzaju Victrix. Obejmuje 22 opisane gatunki. Zamieszkują palearktyczną Azję i Afrykę Północną.

## Morfologia
Motyle zwykle niewielkich jak na przedstawicieli rodziny rozmiarów. Głowa ich cechuje się wypukłym czołem z niskim, stożkowatym guzkiem. Czułki u samicy są nitkowate. Przednie skrzydła są duże i podługowato-trójkątne z lekko zaostrzonymi wierzchołkami, tylne zaś małe i zaokrąglone. Na przednich skrzydle wzór często jest rozmyty, silnie połyskujący zielonkawo-żółto. Barwa tylnego skrzydła najczęściej jest szarawa lub szarawobrązowa; niemal nie spotyka się w podrodzaju gatunków o czysto białych skrzydłach tylnej pary. Odwłok samicy ma długie i chude pokładełko. Jej genitalia odznaczają się wydłużonym ostium torebki kopulacyjnej. Samiec ma genitalia o drobno ziarenkowanej, pozbawionej silnie wykształconych kolców szyjce wezyki w edeagusie. Jego walwa ma spiczasty lub drobno ząbkowany wierzchołek odsiebny oraz długi, prosty lub szablasty wyrostek (harpe) o laskopodobnej nasadzie.

## Występowanie
Podrodzaj palearktyczny, w Europie nieobecny, w Afryce Północnej sięgający na południe po Saharę Zachodnią. W Azji rozmieszczony jest od Zakaukazia, Anatolii i Lewantu przez szeroko rozumianą Azję Środkową po Tybet i Junnan w Chinach.

## Taksonomia
Takson ten wprowadzony został po raz pierwszy w 1989 roku przez Zoltána Vargę i Lászla Ronkaya na łamach „Nota Lepidopterologica” pod nazwą Victrix (Christophia). Jako gatunek typowy wyznaczono Bryophila conspersa, opisaną w 1893 roku przez Hugona Theodora Christopha, którego to uhonorowano nazwą podrodzajową. Nazwa Christophia okazała się jednak młodszym homonimem i jeszcze w 1989 roku Ahmet Ömer Koçak wprowadził na łamach „Priamus” nową nazwę Victrix (Rasihia). W 1991 roku Varga i Ronkay opublikowali rewizję podrodzaju.
Do podrodzaju zalicza się 22 opisane gatunki:
- Victrix acronictoides Han et Kononenko, 2017
- Victrix boursini (Draudt, 1936)
- Victrix chloroxantha (Boursin, 1957)
- Victrix commixta (Warren, 1909)
- Victrix confucii (Alphéraky, 1892)
- Victrix conspersa (Christoph, 1893)
- Victrix diadela (Hampson, 1908)
- Victrix duelduelica (Osthelder, 1932)
- Victrix gracilior (Draudt, 1950)
- Victrix hackeri Varga et Ronkay, 1991
- Victrix illustris Varga et Ronkay, 1991
- Victrix klapperichi Hacker, 2001
- Victrix lichenodes Boursin, 1969
- Victrix macrosema (Boursin, 1957)
- Victrix marginelota (Joannis, 1888)
- Victrix nanata (Draudt, 1950)
- Victrix octogesima (Boursin, 1960)
- Victrix precisa (Warren, 1909)
- Victrix sassanica Wiltshire, 1961
- Victrix superior (Draudt, 1950)
- Victrix tabora (Staudinger, 1892)
- Victrix tristis (Rungs, 1945)